# Nasruddin Murat-Khan
Nasruddin Murat-Khan, urdu: نصر الدین مرات خان (ur. 29 stycznia 1904 w Bujnaksku, zm. 15 października 1970 w Lahaurze) – rosyjski i pakistański architekt.

## Życiorys
Był synem oficera Armii Rosyjskiej. Początkowo uczył się w rodzinnym miasteczku, później studiował budownictwo lądowe na leningradzkim uniwersytecie, który ukończył w 1930.
Po ukończeniu studiów pracował na różnych stanowiskach w Leningradzie i Dagestanie. W czasie Wielkiego Terroru był aresztowany, lecz został zwolniony i w 1940 pracował w Piatigorsku a później w Woroszyłowsku i Stawropolu.
Zaangażowany w działalność na rzecz wyzwolenia Kaukazu od ZSRR, w 1943 uciekł do Niemiec, gdzie spotkał Hamidę Akmut – uciekinierkę tureckiego pochodzenia, która, ukończywszy kurs na Uniwersytecie Wiedeńskim, pracowała jako pielęgniarka. Hamida Akmut została jego żoną w 1946.
Po wojnie był w obozie dipisów, w tym czasie był zatrudniony przez władze okupacyjne jako architekt. Ponieważ jego teść był wpływowym Pakistańczykiem, Nasreddin Murat-Khan wraz z rodziną emigrował do Pakistanu w 1950. W Pakistanie pracował na różnych posadach do 1959, kiedy założył własną firmę Illeri H.N. Murat Khan and Associates, zajmujące się architekturą, urbanistyką i budownictwem. Zmarł w 1970 na atak serca.
Za wkład w architekturę Pakistanu, w 1963, prezydent Muhammad Ayub Khan odznaczył go Tamgha-e-Imtiaz – najwyższym cywilnym odznaczeniem pakistańskim.

## Dzieła
Nasruddin Murat-Khan zaprojektował wiele budynków i osiedli w całym Pakistanie. Do najważniejszych zaliczane są Fortress Stadium, Qaddafi Stadium.
Najbardziej znanym jego dziełem jest Minar-e-Pakistan (مینارِ پاکستان‬) – pomnik w Lahaurze, wzniesiony dla upamiętnienia podpisania w Lahaurze rezolucji Ligi Muzułmańskiej, wzywającej do utworzenia niezależnego muzułmańskiego państwa z części Indii Brytyjskich zamieszkanej przez ludność muzułmańską.
Nasruddin Murat-Khan zaprojektował monumentalny budynek (według anegdoty, prezydent, zlecając mu to zadanie, jako wzór pokazał ustawione na stole wieczne pióro). Prace przy budowie trwały w latach 1960–1968, a Murat-Khan osobiście pilnował postępu prac i jakości wykonania. Zrezygnował z honorarium, traktując to jako dar dla swojej nowej ojczyzny.